# Rittenhouse (Mondkrater)
Rittenhouse ist ein Einschlagkrater auf der Mondrückseite.
Der Krater liegt im Süden der erdabgewandten Seite, westlich des riesigen Kraters Schrödinger, im Süden findet sich Ganswindt, im Westen Hale.
Der Krater hat die ungewöhnliche Form eines abgerundeten Vierecks. Der Kraterwall fällt um zirka 2,8 km strukturlos nach innen auf den unregelmäßig geformten Kraterboden. In Zentrumsnähe befindet sich ein Gipfel mit einer Höhe von 370 m. Rittenhouse sind keine Nebenkrater zugeordnet.
Der Krater wurde 1970 von der IAU offiziell nach dem US-amerikanischen Astronomen David Rittenhouse benannt.